# Otok Zeča
Otok Zeča är en ö i Kroatien.   Den ligger i länet Gorski kotar, i den västra delen av landet, 170 km sydväst om huvudstaden Zagreb. Arean är 2,7 kvadratkilometer.
Terrängen på Otok Zeča är platt. Öns högsta punkt är 59 meter över havet. Den sträcker sig 3,8 kilometer i nord-sydlig riktning, och 1,6 kilometer i öst-västlig riktning.